# András (érsek)
András (?– Róma?, 1186) magyar katolikus főpap.

## Élete
1165-től 1176-ig – míg a Magyar Archontológiában 1165 és 1174 között – töltötte be a győri püspöki tisztet, ezt követően pedig 1176 és 1186 között kalocsai érsek volt. Lukács esztergomi érsek 1179-ben kiközösítette, azonban részt vett a III. Sándor pápa által összehívott III. lateráni zsinaton, ahol föloldozták a kiközösítés alól. Érseksége szinte egész idejét Rómában töltötte.